# Roque
Roque er en amerikansk version af kroket, som spilles på en hård bane (f.eks. af asfalt) med høje kanter.
Spillet var på programmet ved OL i St. Louis 1904.